# 소국주
소국주(素麴酒)는 멥쌀과 고운 누룩 가루로 빚는 한국의 전통 술이다. ‘앉은뱅이 술’ 또는 ‘소곡주’라고 불리기도 한다. 소국주는 국(麴, 누룩)이 적게 든다는 뜻이다. 소곡주는 원래 백제 왕실에서 즐겨 마시던 술이라고 한다. 충청남도 서천군의 한산면의 소곡주가 널리 알려져 있다. 맛은 단 편이고 도수는 18도 정도이다.

## 제조과정
재료는 멥쌀과 찹쌀, 잘 빚은 누룩, 그리고 맑은 물이다. 1차로 밑술을 빚고 2차로 덧술을 빚는다. 멥쌀은 쌀눈이 떨어져 나가도록 100번을 씻어선 불려 놓는다. 꼬들꼬들하게 찹쌀 고두밥을 지어선 밑술에 더하는 것이 덧술 과정이다. 고두밥을 섞을 때에도 누룩을  넣는다. 덧술까지 빚은 후 술독에 옮겨 담고 100일 동안 숙성을 기다린다. 술이 익으면 술독에 대나무 용수를 박아 놓고, 용수 안에 맑게 고인 술을 떠낸다.

## 같이 보기
- 한산소곡주 (충청남도 무형문화재 제3호)